# 에드워드 러드윅

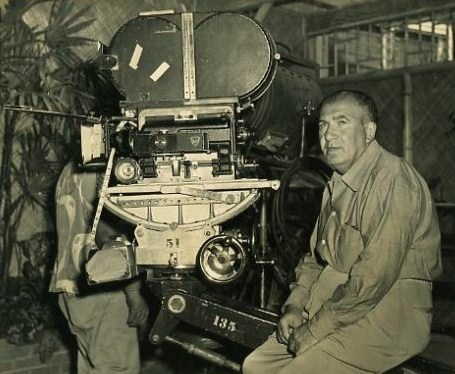

에드워드 러드윅(Edward Ludwig, 본명: 에드워드 어빙 러드윅, Edward Irving Ludwig, 1899년 10월 7일 ~ 1982년 8월 20일)은 러시아 태생의 미국의 영화 감독이자 작가이다. 1921년부터 1963년까지 약 100편의 영화를 감독했다.
러시아 제국의 일부였던 우크라이나에서 태어나 1911년 3월 6일 캐나다에서 미국으로 들어왔다가 1932년 12월 23일 시민권을 취득했으며 캘리포니아주 샌타모니카에서 사망했다.

## 참여 작품
- 더 블랙 스콜피온
- 성난 파도
- 더 파이팅 씨비즈
- 댓 서튼 에이지